# ليزلي كولن وودز
ليزلي كولن وودز (بالإنجليزية: Leslie Woods)‏ هو رياضياتي نيوزيلندي، ولد في 6 ديسمبر 1922، وتوفي في 15 أبريل 2007 في أكسفورد في المملكة المتحدة.